# Ljudmyla Denisova
Ljudmyla Denisova, född 6 juli 1960 i Archangelsk, Ryska SFSR, Sovjetunionen, är en ukrainsk politiker medlem av Fäderneslandsförbundet och sedan 27 februari 2014 tillförordnad socialminister i Ukraina. Hon är regeringens enda kvinnliga minister.
Denisova är född i Ryssland och flyttade till Krim i vuxen ålder. Hon blev första gången invald i ukrainska parlamentet 2006 och var minister i Julia Tymosjenkos regering fram till 2010.